# Calling (Lose My Mind)
"Calling (Lose My Mind)" é uma canção do DJ sueco Sebastian Ingrosso e Alesso em colaboração com o cantor americano Ryan Tedder, da banda OneRepublic. O single foi lançado na Suécia em 13 de março de 2012, e em 27 de maio de 2012 no Reino Unido. Uma versão instrumental da canção tinha sido lançada em 31 de agosto de 2011, sob o título de "Calling". A canção também foi incluída no álbum Until Now (2012), do trio sueco Swedish House Mafia, e lançado em 22 de outubro de 2012. Em 20 de dezembro de 2012, foi anunciado que a canção ganhou o título no programa de Zane Lowe, sendo o mais votado pelo público do ano.

## Lista de faixas
- Download digital

1. "Calling (Lose My Mind)" (Radio Edit) – 3:25
2. "Calling (Lose My Mind)" (Extended Club Mix) – 6:15
3. "Calling" (Original Instrumental Radio Edit) – 3:25
4. "Calling" (Original Instrumental Mix) – 5:46

## Paradas e posições

### Paradas
| País/Parada (2012)                           | Melhor posição |
| -------------------------------------------- | -------------- |
| Austrália (ARIA Charts)                      | 9              |
| Bélgica (Ultratop 50 Flanders)               | 52             |
| Bélgica (Ultratop 40 Valônia)                | 32             |
| Escócia (Scottish Singles and Albums Charts) | 13             |
| Estados Unidos (Hot Dance Club Songs)        | 1              |
| França (SNEP)                                | 136            |
| Irlanda (IRMA)                               | 47             |
| Países Baixos (Dutch Top 40)                 | 38             |
| Reino Unido (UK Dance Charts)                | 4              |
| Reino Unido (UK Singles Chart)               | 19             |
| Chéquia (IFPI Česká Republika)               | 49             |
| Suécia (Sverigetopplistan)                   | 18             |
| Suíça (Schweizer Hitparade)                  | 71             |

### Paradas de fim de ano
| País/Parada (2012)                    | Melhor posição |
| ------------------------------------- | -------------- |
| Estados Unidos (Hot Dance Club Songs) | 31             |